# А що як... Т'Чалла став би Зоряним Лицарем?
«А що як... Т'Чалла став би Зо́ряним Ли́царем?» (англ. What If… T’Challa Became a Star-Lord?) — другий епізод першого сезону американського анімаційного телесеріалу «А що як...?», заснованого на однойменній серії коміксів від Marvel Comics. У цьому епізоді досліджується, що сталося б, якби події «Вартових Галактики» (2014) і «Чорної пантери» (2018) відбулися по-іншому, де Йондо Удонта і Спустошувачі викрадають молодого Т'Чаллу замість Пітера Квілла. Сценарій до епізоду написав Меттью Шонсі, а режисером став Браян Ендрюс.
Джеффрі Райт веде розповідь в ролі Спостерігача, а в озвучці епізоду також взяли участь Чедвік Боузман (Т'Чалла), Майкл Рукер (Удонта), Джош Бролін, Бенісіо дель Торо, Офелія Ловібонд, Керрі Кун, Том Вон-Лолор, Карен Ґіллан, Джимон Гонсу, Шон Ганн, Кріс Салліван, Сет Ґрін і Данай Ґуріра.Серіал почав розроблятися в вересні 2018 року. Незабаром до його виробництва приєднався Ендрюс, і багато акторів очікували, що знову зіграють свої ролі з фільмів. Анімацію до епізоду надала студія Blue Spirit, причому Стефан Франк виступив в якості глави анімації. Епізод показує вплив Т'Чалли на всю галактику, також він присвячений Боузману, який помер в серпні 2020 року.
«А що як... Т'Чалла став би Зоряним Лицарем?» був випущений на Disney+ 18 серпня 2021 року. Критики визнали епізод поліпшенням у порівнянні з прем'єрою серіалу, похваливши його задумку, сюжет про пограбування і зміни, внесені в існуючих персонажів КВМ, таких як реформований Танос Броліна. Виступи Боузман, Гонсу і Броліна також отримали похвалу.

## Сюжет
У 1988 році целестіал Еґо найняв спустошувачів, щоб забрати його сина Пітера Квілла з Землі. Лідер спустошувачів Йонду Удонта доручає це своїм підлеглим Краґліну Обфонтері і Шокерфейсу, які помилково викрадають молодого Т'Чаллу з Ваканди.
20 років по тому Т'Чалла стає відомим галактичним найманцем-злочинцем, відомим як Зоряний Лицар. Він реформував спустошувачів, які тепер натхненні героєм Землі Робін Гудомом, і переконав Таноса відмовитися від свого плану зі знищення половини всього життя в Усесвіті. Він також вірить, що Йонду намагався повернути його в Ваканду в дитинстві, але вона була знищена. Придбавши Сферу, яка містить Камінь Сили, на Моразі, Т'Чалла вербує Кората Переслідувача до лав спустошувачів.
До спустошувачів звертається Небула, яка пропонує їм пограбування, щоб вкрасти один з артефактів Танеліїра Тівана / Колекціонера: Вугілля Буття, космічний пил, здатна тераформувати цілі екосистеми і викорінити галактичний голод. У штаб-квартирі Тівана на Забутті, Спустошувачі відволікають його поплічників з Чорного Ордена, в той час як Йонду і Небула пропонують йому сферу, що дозволяє Т'Чаллі проникнути в обширну колекцію артефактів Тівана. Він знаходить космічний корабель Ваканди, відправлений на його пошуки, і розуміє, що Йонду збрехав про Ваканду. Усі Спустошувачі потрапляють в полон, коли Небула, мабуть, зраджує їх Тівану.
Т'Чалла засуджує практику Тівана ув'язнювати інших істот у своїй колекції, що надихає помічницю Тівана, Каріну, застрелити Ебоні Мо і звільнити Т'Чаллу. Небула стріляє в Корвуса Ґлейва та рятує інших спустошувачів, розкриваючи, що вони з Т'Чаллой спланували цю зраду, що дозволило їй отримати Вугілля. Небула і Танос перемагають Кула Обсидіана і Проксіму Міднайд, у той час як Т'Чалла і Йонду перемагають Тівага. Каріна звільняє численних бранців Тівана, залишаючи Тівана на їх милість.
Т'Чалла прощає Йондо за те, що він обдурив його, і вони повертаються на Землю, щоб Т'Чалла зміг возз'єднується зі своєю родиною в Ваканді. В іншому місці на Землі подорослішав Квілл, який тепер працює прибиральником в Dairy Queen, коли до нього наближається Еґо.

## Виробництво

### Розробка
До вересня 2018 року студія Marvel розробляла анімаційний серіал-антологію за мотивами коміксів «What If», який б досліджував, як змінилися б фільми КВМ, якби певні події відбувалися інакше. Головна сценаристка А. К. Бредлі приєднався до проєкту в жовтні 2018 р. з режисером Браяном Ендрюсом на зустрічі з керівником Marvel Studios Бредом Віндербаумом щодо проєкту ще у 2018 році; про участь Бредлі та Ендрюса було оголошено у серпні 2019 року. Вони разом з Віндербаумом, Кевіном Файґі, Луїсом Д'Еспозіто і Вікторією Алонсо:2 стали виконавчими продюсерами. Меттью Шонсі написав сценарій до другого епізоду під назвою «А що як... Т'Чалла став би Зоряним Лицарем?», у якому представлена альтернативна сюжетна лінія фільмів «Вартові Галактики» (2014 року) і «Чорна пантера» (2018). Епізод був присвячений Чедвіку Боузману. «А що як... Т'Чалла став би Зоряним Лицарем?» вийшов на Disney+ 18 серпня 2021 року.

### Сценарій
Сценарій до епізоду був написаний приблизно в січні і лютому 2019 року. В альтернативній сюжетної лінії епізоду Йондо Удонта і Спустошувачі викрадають молодого Т'Чаллу замість Пітера Квілла, і Т'Чалла стає героєм Зоряним Лицарем. Сценаристи хотіли дослідити, що було б, якби Йондо викрав іншу дитину, і зупинилися на Т'Чалле, коли зрозуміли, що йому стільки ж років, скільки Пітеру Квіллу. Боузман прочитав ранні версії сценарію епізоду, щоб переконатися, що вони залишилися вірні характеру Т'Чалли, так як він є зразком для наслідування і героєм для молодих глядачів. Режисер «Вартових Галактики» Джеймс Ґанн також зробив замітки за сценарієм, особливо з приводу того, як в ньому використовувалися Спустошувачі, в той час як сценаристу і режисеру «Чорної пантери» Райану Куглер і виконавчому продюсеру Нейту Муру показали сценарій, щоб переконатися, що він був точною адаптацією Т'Чалли і його світу. Епізод натхненний фільмами про пограбування, причому для тону епізоду Бредлі конкретно надихалася фільмом «Одинадцять друзів Оушена» (2001); він став трохи більш серйозним після смерті Боузмана.
Боузман відчував, що цей епізод дозволив Т'Чаллі «більше підморгувати і посміхатися» без королівського тиску, але все ж зберіг свій «моральний компас». Бредлі описала Т'Чаллу як персонажа, який змінює своє оточення, а не персонаж, у якого є сюжетна арка, кажучи: «Він не проходить через трансформацію, він перетворює світ». Тому сценаристи хотіли подивитися, як Т'Чалла міг «перетворити космічний простір», і вирішили, що він стане фігурою, подібною Робін Гуду, який «створює кращий світ для людей, створює краще життя», залишаючись при цьому вірним тому, хто він є. Епізод досліджує «хвильовий ефект», який він надає по всій галактиці, приводячи до змін в фільмах КВМ, таким як то, що Вартові Галактики ніколи не формувалися; Спустошувачі стали «більш благородної, прямолінійною операцією»; а суперлиходії Танос реформується і приєднується до спустошувачів. Сценаристи спочатку уникали включати Таноса в епізоді, але додали його, коли зрозуміли, що він може бути хорошим прикладом для того, щоб показати відмінності в цьому всесвіті, викликані Т'Чаллою. Протягом всього епізоду ходить жарт про те, що Танос все ще вірить, що його план по знищенню половини всесвіту спрацював би. Ця зміна в Таносі створила «вакуум влади», який дозволяє Танеліїру Тівану / Колекціонерові стати суперлиходієм, а також дозволяє зображати прийомну дочку Таноса небуло як більш пристосовану. Сценаристи вирішили натякнути на відносини між небуло і Т'Чаллою, тому що вони не відчували, що Гамора була б хорошою романтичної парою для Т'Чалли, як вона була для Квілла в фільмах про Вартових Галактики. Це дає Небулі роль типу фатальної жінки / Тесс Оушен в епізоді.

### Кастинг

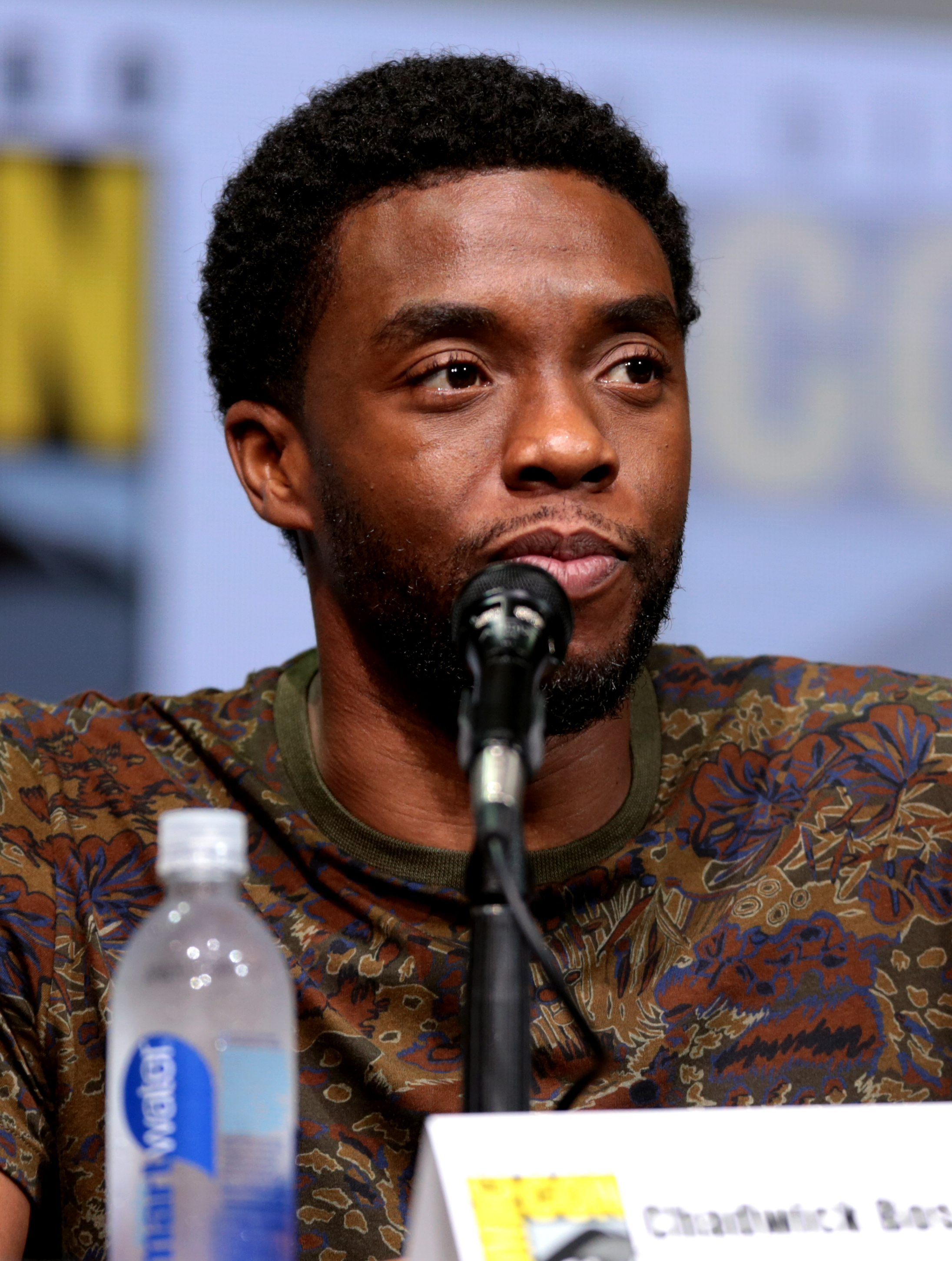
Чедвік Боузман озвучує Зоряного Лицаря Т'Чаллу, повторюючи свою роль з фільмів КВМ

Джеффрі Райт розповідає події епізоду в ролі Спостерігача, причому Marvel планує, щоб інші персонажі серіалу були озвучені акторами, які грали їх у фільмах КВМ. У цьому епізоді Чедвік Боузман з «Чорної пантери» озвучує Зоряного Лицаря Т'Чаллу, Меддікс Робінсон озвучує молодого Т'Чаллу, а зірки «Чорної пантери» Данай Ґуріра і Джон Кані повторюють свої відповідні ролі Окої і Т'Чаки. У ньому також присутні голоси акторів «Вартових Галактики» Майкла Рукера (Йондо Удонта), Джоша Броліна (Танос), Бенісіо дель Торо (Танеліїр Тіван / Колекціонер), Офелії Ловібонд (Каріна), Карен Ґіллан (Небула), Джимон Гонсу (Корат Переслідувач), Шона Ґанна (Краґлін Обфонтері) і Сета Ґріна (Качка Говард). Ґрін, фанат коміксів «What If», записав свої репліки до виходу фільму «Месники: Завершення» (2019). Кріс Салліван і Курт Рассел повторюють свої відповідні ролі Шокерфейса і Еґо з фільму «Вартові Галактики 2»(2017), в той час як Керрі Кун і Том Вон-Лолор повторюють свої ролі з фільму «Месники: Війна нескінченности» (2018) в якості членів Чорного Ордена Проксіми Міднайт і Ебоні Мо. Рамонда, Шурі, Кулл Обсідіан і Космічна собака Космо з'являються без будь-яких реплік.
Фред Таташор озвучує Дракса і Корвус Глейв в цьому епізоді, замінивши оригінальних акторів Дейва Батісту і Майкла Джеймса Шоу відповідно. Батіста вказав, що Marvel не просила його взяти участь в серіалі, що здивувало Віндербаума, оскільки він припустив, що в якийсь момент відбулося деяке непорозуміння, оскільки всіх акторів КВМ попросили через своїх агентів або безпосередньо брати участь в серіалі. Браян Т. Ділейні озвучує Пітера Квілла, замінивши Кріса Пратта, в той час як Таня Вілок озвучує жінку-ограбована.:30:55
«Що якщо…?» стало останньою роботою Боузмана. Ендрюс зазначив, що під час своїх записів Боузман підійшов до епізоду «з точки зору театрально підготовленого актора», читаючи описи сцен між рядків, щоб створити його як п'єсу. За словами Ендрюса, Боузману сподобалася ця версія персонажа, тому що «це була версія того, як він грав Короля, але Короля без мантії, королівської влади і всього іншого, що з цим пов'язано». Це дозволило Боузману легше підійти до виступу і надати йому «жартівливий» відтінок. Боузман обговорив з Файг і сценаристом і режисером «Чорної пантери» Райаном Куглер питання про включення цієї «веселої» версії персонажа в фільм «Чорна пантера: Ваканда назавжди» (2022). Після того, як Бролін виконав свого персонажа, його жартома називали «Каліфорнійським Таносом» через «м'якого» підходу Броліна, як ніби персонаж «бовтався в шортах».

### Анімація
Анімацію до епізоду надала студія Blue Spirit,:31:31:4 причому Стефан Франк виступив в якості глави анімації. Ендрюс розробив сіл-шейдінговий стиль анімації серіалу з Райаном Майнердінгом, главою відділу візуального розвитку Marvel Studios. Хоча серіал має послідовний художній стиль, такі елементи, як кольорова палітра, розрізняються між епізодами; Майнердінг заявив, що цей епізод має більше науково-фантастичного стилю в порівнянні з попереднім епізодом:4. Концепт-арт для епізоду включений в фінальні титри, Marvel випустила його онлайн після прем'єри епізоду.
Щоб зобразити «доброзичливу» версію персонажів епізоду, таких як Танос, Майнердінг хотів відрізнити їх від їх версій з КВМ за допомогою дизайну костюмів, але також шукав способи використовувати різні вирази обличчя. Вони хотіли, щоб костюм Т'Чалли в епізоді був «сексуальнішою версією Пітера Квілла [з] більш прохолодною одягом і фіолетовими очками», причому художник-постановник Пол Ласейн зазначив, що вплив Т'Чалли на його оточення відбивається в додаванні фіолетових акцентів на тлі епізоду. Ендрюс хотів, щоб середовище Музею Колекціонера була набагато більше, ніж в «Вартових Галактики», де вона зображена у вигляді однієї кімнати, заповненої шафами. В епізоді є кілька кімнат, і є кілька знімків з такою кількістю шаф на задньому плані, що було б дуже складно створити їх все на намальованому тлі з правильними перспективами. Команда художників-постановників використовувала різні методи для зображення цього, такі як малювання простих квадратів у вигляді візерунка або використання замість цього згенерованих комп'ютером коробок. Ласейн відчував, що ці методи добре працюють для створення «ілюстрованої версії [навколишнього середовища]. Це швидше символічна версія місця, ніж саме місце».

### Музика
Композитор Лора Карпман об'єднала елементи існуючих партитур КВМ з оригінальною музикою для серіалу, зокрема, посилаючись на елементи музики Тайлера Бейтса в «Доглядачів Галактики» і Людвіга Йоранссона в «Чорній пантеру» для цього епізоду. Вона об'єднала їх, взявши неоркестрові елементи партитури Йоранссона, як електронні звуки, етнічні інструменти і вокал, і змішавши їх з оркестровою основною темою Бейтса до «Вартовими Галактики», а також оригінальною оркестровою музикою для епізоду. Карпман думала, що ці дві партитури «дивно [працюють] разом на диво добре». Велика частина її оригінальної музики для епізоду призначена для сцен пограбування, для яких вона написала «заводну джазову» музику, натхненну «Одинадцятьма друзями Оушена», яку вона описала як «танець з картинкою». Вона також написала музику «Кантіна Т'Чалли», яка зажадала багато зусиль, щоб звучати як плейлист, який міг би слухати Т'Чалла.
Marvel Music і Hollywood Records випустили саундтрек до епізоду в цифровому форматі 27 серпня 2021 року зі музикою Карпман. Останній трек, «A Prince Goes Home», звучить над присвятою Боузману в кінці епізоду. Він поєднує в собі нову музику для сцени з темою Карпман для Спостерігача, і вона сподівалася, що аудиторія буде зворушена цим. Вона також поділилася треком в Твіттері 28 серпня, в річницю смерті Боузман. 
| А що як... Т'Чала став би Зоряним Лицарем? (Оригінальний саундтрек) | А що як... Т'Чала став би Зоряним Лицарем? (Оригінальний саундтрек) | А що як... Т'Чала став би Зоряним Лицарем? (Оригінальний саундтрек) |
| #                                                                   | Назва                                                               | Тривалість                                                          |
| ------------------------------------------------------------------- | ------------------------------------------------------------------- | ------------------------------------------------------------------- |
| 1.                                                                  | «Explorer»                                                          | 1:39                                                                |
| 2.                                                                  | «Use the Gun»                                                       | 1:32                                                                |
| 3.                                                                  | «The Plan»                                                          | 0:39                                                                |
| 4.                                                                  | «Alien Lounging»                                                    | 1:29                                                                |
| 5.                                                                  | «Necklace»                                                          | 0:53                                                                |
| 6.                                                                  | «Manic»                                                             | 0:59                                                                |
| 7.                                                                  | «The Soul»                                                          | 0:43                                                                |
| 8.                                                                  | «Strategy»                                                          | 1:24                                                                |
| 9.                                                                  | «Lockdown»                                                          | 1:15                                                                |
| 10.                                                                 | «Just Like Me»                                                      | 1:57                                                                |
| 11.                                                                 | «I Abhor Drama»                                                     | 1:25                                                                |
| 12.                                                                 | «Prisoners Escape»                                                  | 1:35                                                                |
| 13.                                                                 | «Not Crazy...Mad»                                                   | 2:02                                                                |
| 14.                                                                 | «Eat This»                                                          | 0:57                                                                |
| 15.                                                                 | «To the Skies»                                                      | 0:43                                                                |
| 16.                                                                 | «Cocktails»                                                         | 0:41                                                                |
| 17.                                                                 | «The Universe»                                                      | 1:31                                                                |
| 18.                                                                 | «A Prince Goes Home»                                                | 1:03                                                                |
| 22:35                                                               |                                                                     |                                                                     |

## Маркетинг
19 серпня 2021 року Marvel випустила рекламний плакат до епізоду, на якому представлені елементи Зоряного Лицаря Т'Чалли і Вакандського дизайну, а також цитата з епізоду . Marvel оголосила про продаж товарів, натхненні цим епізодом, в рамках щотижневої акції «Marvel Must Haves» для кожного епізоду серіалу, включаючи одяг, аксесуари, Funko Pops, Marvel Legends і набори Lego, засновані на Зоряному Лицареві Т'Чаллі і Небулі.

## Сприйняття

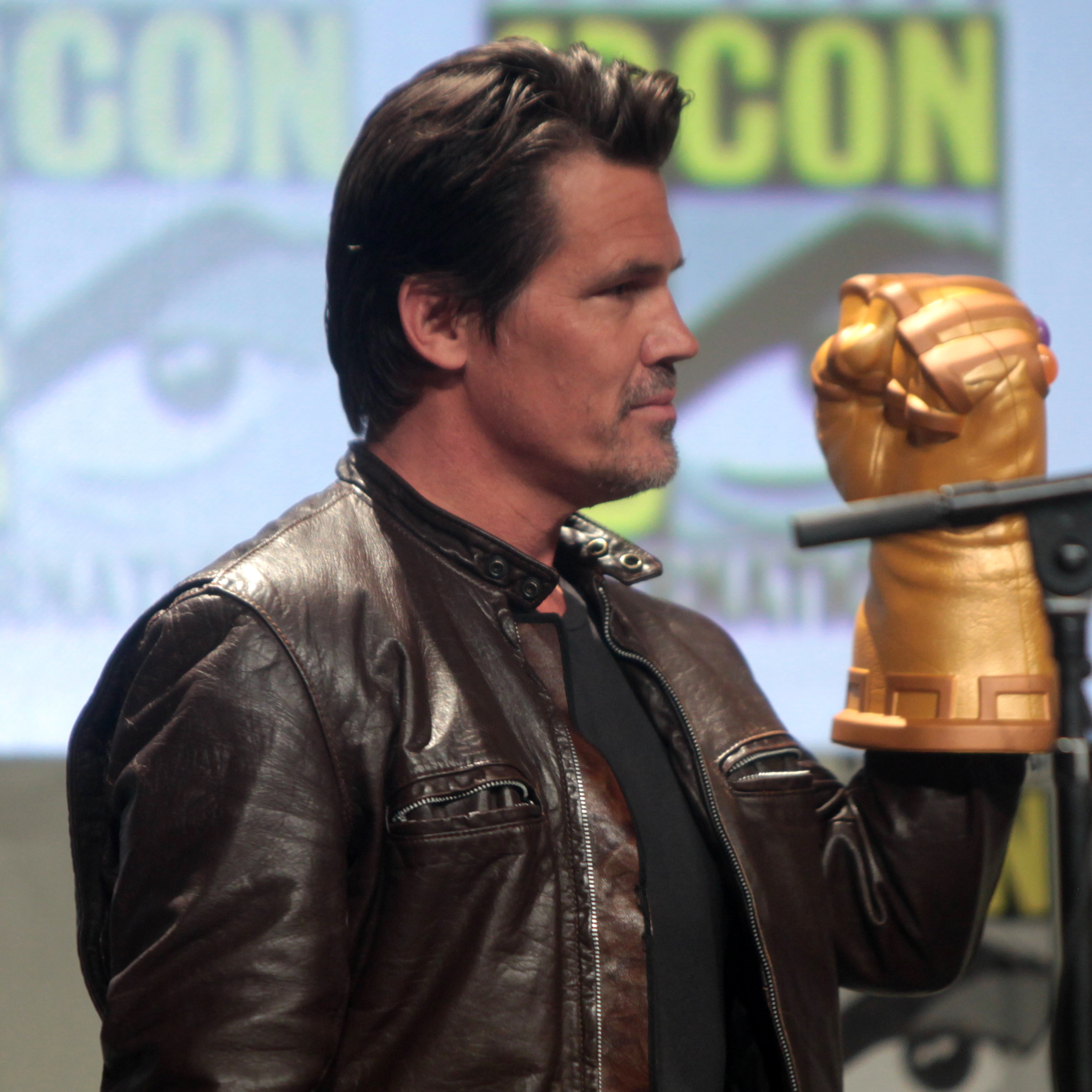
Виступ Джоша Броліна в ролі Таноса в епізоді було високо оцінено критиками.

Енджі Хан з «The Hollywood Reporter» порахувала, що епізод «поєднує в собі дурощі фільмів про Вартових Галактики з щирим героїзмом "орної пантери", що дає чудовий ефект, і в процесі дозволяє Чедвік Боузману озвучити більш легку і забавну версію свого улюбленого персонажа», додавши, що це був «безумовно кращий» з трьох епізодів, які були дані критикам для огляду серіалу перед його випуском. Вона також відчувала, що епізод «коштував того, щоб заплатити за квиток в кіно, просто щоб почути, як Небула кокетливо називає Т'Чаллу "Ча-ча"». Том Йорґенсен з IGN дав епізоду 8 балів з 10 і був більш вражений цим епізодом, ніж «на подив середнім» першим епізодом, вважаючи, що епізод «йде ва-банк у тому, як він грає з нашим розумінням інтегральних гравців adidas» протягом «гучних 30 хвилин телебачення», і що виступ Боузман було «абсолютної радістю». Інші повернулися актори КВМ мали «змішаний успіх», переводячи свої виступи в анімацію, але Йоргенсен вважав, що вони були кращої якости, ніж в попередньому епізоді. Він відчував, що «А що як... Т'Чалла став би Зоряним Лицарем?» був краще пристосований до формату і стилю серіалу, і назвав «сміливим» вибором те, що одним з змін був реформований Танос з «Енергією Великого татка».
Сем Барсанті з The A.V. Club поставив епізоду оцінку «B», сказавши, що він був «якось навіть веселіше, ніж можна було б припустити», а пограбування в епізоді «торкнулося всіх основних моментів». Хоча Барсанті відчував, що версія Кората Гонсу в епізоді була «чудовою», і йому сподобався підхід Броліна до цієї версії Таноса, але в цілому він відчував, що озвучка була «не дуже хорошою», включаючи виступ Боузмана, в якому, на його думку, не вистачало «іскри» і не було «таким вражаючим, як мало бути». Давши епізоду 3,5 зірки з 5, Кірстен Ховард з Den of Geek сказала, що епізод був «чудовим» і «незмінно забавним», бачачи, наскільки краще Т'Чалла був в ролі Зоряного Лицаря, ніж Пітер Квілл. Вона також насолоджувалася цією версією Таноса і тим, що бачила Качку Говарда, і відчувала, що «важко не задихнутися під час фінальної сцени епізоду в Ваканде», знаючи, що в «А що як...?» був останній виступ Боузмана. Чарльз Пулліам-Мур з io9 відчував, що «А що як... Т'Чалла став би Зоряним Лицарем?» « Перетворює Т'Чаллу в цікаву центральну частину для переміщення по більшій всесвіту », і те, що персонаж« став космічним піратом-гуманістом повністю працює на рівні персонажа і підходить для швидко розвивається історії епізоду про пограбування». Алан Сепінуолл з Rolling Stone визнав, що епізод краще використовував задумку серіалу, ніж перший епізод, а також використовував «недооцінену здатність Боузман з легкої комедією» для «добре виконаного» сюжету про пограбування. Сепінуолл сказав, що автори добре продумали то, щоб показати, як космічна сторона КВМ буде змінена Т'Чаллой, і особливо насолоджувався впливом персонажа на Таноса.